# Religioni in Kenya
Il cristianesimo è la religione più diffusa in Kenya. Secondo stime del Pew Research Center riferite al 2010, i cristiani rappresentano circa l'85% della popolazione; la seconda religione è l'islam, seguita da circa il 10% della popolazione; l'1,5% circa della popolazione segue le religioni africane tradizionali, l'1% circa della popolazione segue altre religioni e il 2,5% circa non segue alcuna religione. Stime dell'Association of Religion Data Archives (ARDA) riferite al 2015 danno i cristiani all'81% circa della popolazione e i musulmani circa al 15%; l'1% circa della popolazione seguirebbe le religioni africane tradizionali, lo 0,1% circa della popolazione non seguirebbe alcuna religione e la restante parte della popolazione seguirebbe altre religioni. La costituzione non prevede una religione di stato e riconosce la libertà religiosa. Le organizzazioni religiose devono registrarsi, ma le grandi Chiese e le religioni tradizionali, comprese le religioni indigene, sono esentate da quest'obbligo, che in pratica riguarda i nuovi gruppi religiosi e le organizzazioni non governative di ispirazione religiosa. In tutte le scuole pubbliche è previsto l'insegnamento della religione con docenti formati dallo stato per le religioni cristiana, islamica e induista. La scelta del corso da offrire agli studenti è demandata alla scuola e di solito coincide con la religione più diffusa a livello locale; alcune scuole tuttavia organizzano sia corsi sul cristianesimo che corsi sull'islam, permettendo agli studenti di scegliere uno dei due. La costituzione richiede al Parlamento di attivare una legislazione sul diritto di famiglia che tenga conto delle diverse fedi religiose e prevede l'istituzione di corti religiose islamiche con competenza sul diritto di famiglia e le questioni civili regolamentate dalla legge islamica, in modo che i musulmani ne possano usufruire. A causa di attacchi terroristici condotti in Kenya contro i cristiani da parte del gruppo Al-Shabaab stanziato nella confinante Somalia, si sono create tensioni e diffidenze fra cristiani e musulmani, soprattutto nei confronti dei musulmani di etnia somala residenti in Kenya.

## Religioni presenti

### Cristianesimo
Secondo stime del 2019, la maggioranza dei cristiani keniani sono protestanti (complessivamente il 53,8% della popolazione). I cattolici sono circa il 20% della popolazione, i cristiani di altre denominazioni sono circa il 4% della popolazione e le chiese indipendenti africane riuniscono il 7% della popolazione; a questi gruppi si aggiungono gli ortodossi e gli ortodossi orientali, che sono circa l'1% della popolazione.
Il maggior gruppo protestante presente in Kenya è costituito dagli anglicani; sono inoltre presenti presbiteriani, luterani, riformati, metodisti, battisti e avventisti del settimo giorno. Oltre alle Chiese protestanti classiche, ci sono numerosi gruppi pentecostali ed evangelicali.
La Chiesa cattolica è presente in Kenya con 4 sedi metropolitane, 20 diocesi suffraganee, 1 ordinariato militare e 1 vicariato apostolico. 
La Chiesa ortodossa è presente in Kenya con la Metropolia di Nairobi del Patriarcato greco-ortodosso di Alessandria. 
Fra le chiese ortodosse orientali, è presente la Chiesa ortodossa copta. 
Fra i cristiani di altre denominazioni, sono presenti la Chiesa neo-apostolica, la Chiesa di Gesù Cristo dei Santi degli Ultimi Giorni (i Mormoni) e i Testimoni di Geova. 
In Kenya ci sono inoltre diverse Chiese cristiane indipendenti, che si sono staccate da altre denominazioni cristiane, principalmente protestanti. La maggiore di queste Chiese presenti in Kenya è la Chiesa Nomiya Luo fondata da Johana Owalo, keniano convertitosi al cristianesimo: si tratta di un culto sincretico africano che mischia pratiche cristiane e anglicane con pratiche delle religioni africane tradizionali.

### Islam
I musulmani keniani sono in maggioranza sunniti, con minoranze di sciiti e ahmadiyya e piccoli gruppi di ibadi e gruppi non denominazionali. I musulmani sono presenti soprattutto nella Provincia Nordorientale e nella Provincia Costiera.

### Religioni africane
In Kenya le religioni tradizionali africane sono centrate sulla venerazione dei fenomeni naturali e degli spiriti degli antenati e sono ancora seguite da gruppi di persone di alcune tribù come i Masai, i Pokot, i Turkana e i Samburu. I seguaci della religione Kikuku credono che il Monte Kenya sia la sede di Ngai, la loro divinità, per cui recitano le loro preghiere di fronte a questa montagna. I seguaci della religione Mijkenda hanno invece i loro luoghi sacri nelle foreste, dove offrono sacrifici e recitano preghiere.

### Altre religioni
In Kenya sono presenti piccoli gruppi di bahai, induisti e buddhisti.